# Isrocka
Isrocka (Amblyraja hyperborea) är en broskfisk likt hajarna, som tillhör familjen egentliga rockor och lever i Arktis och angränsande hav, men också i sydligaste Atlanten, Indiska oceanen och Stilla havet. Den är den nordligaste av de europeiska rockorna.

## Utseende
Isrockan är en rocka med kort stjärt och spetsig nos. Ovansidan är brungrå till blågrå, medan undersidan är ljus med mörka partier, som hos vissa individer överväger över det ljusa. Maxlängden uppgår till 106 cm.

## Vanor
Arten är en bottenfisk som uppehåller sig på mjuka bottnar på kontinentalsockelns lägre sluttningar på ett djup mellan 140 och 2 500 m, vanligtvis 300 till 1 500 m. Den accepterar saltvattentemperaturer ner till åtminstone -1°C, och förekommer (bortsett från den centralamerikanska populationen) mindre ofta i vatten varmare än 4°C. Den livnär sig främst av benfiskar, men också av bottendjur.

### Fortplantning
Isrockan är äggläggande, men har ändå en regelrätt parning med omfamning. Äggkapslarna, som är omkring 8 – 13 cm långa och 5 – 8 cm breda, har spetsiga horn i hörnen och avsätts på sandiga eller gyttjiga bottnar. Lek och äggutveckling kan ske vid så låga temperaturer som 0°C.

## Utbredning
Utbredningsområdet omfattar Nordatlanten från sydvästra Barents hav, Spetsbergen, norra Norge, Färöarna, Shetlandsöarna, Island och Spetsbergen till Grönland och Davis sund (mellan sydvästra Grönland och Kanada). Den förekommer också i södra Atlanten kring Sydafrikas södra spets, i sydöstra Indiska oceanen söder om Australien, i Stilla havet kring Nya Zeeland och även i så pass varma farvatten som utanför Costa Rica, Panama, Colombia samt Ecuador.

## Status
Isrockan har klassificerats som livskraftig ("LC") av IUCN. Den tas som bifångst framför allt av djuphavstrålare, men inga indikationer finns på att artens utbredning skulle ha påverkats.